# Actifs toxiques
Un actif toxique est un instrument de placement (actif financier) devenu illiquide et entraînant une forte dépréciation des bilans, voire la faillite, des institutions financières qui les détiennent en portefeuille et appliquent la méthode comptable de la juste valeur. 

## Concept
Un actif devient toxique dès lors qu'il devient illiquide et voit sa valeur chuter. Des solutions permettent aux autorités de gérer les actifs toxiques. Les pouvoirs publics peuvent injecter du capital dans l'institution financière afin de compenser ses pertes. Des mesures microprudentielles peuvent également être mises en place.
Les banques centrales peuvent purger les actifs toxiques en mettant en place des programmes de rachats d'actifs toxiques. Les banques centrales les conservent ensuite dans leurs coffres jusqu'à l'arrivée à maturité de l'actif. 
L'évacuation rapide des actifs toxiques, ou la recapitalisation des institutions qui les détiennent, est nécessaire lorsque la dévalorisation des actifs est telle qu'elle peut engendrer une crise d'ordre systémique sur les marchés bancaires ou financiers.

## Histoire
Le plus grand scandale lié au commerce d'actifs toxiques est celui de la vente cyniquement volontaire d'actifs toxiques, au début des années 2000 aux États-Unis. Ces actifs étaient alors basés sur les subprimes (c'est-à-dire supposément garantis par des hypothèques). Cette spéculation financière a été à l'origine de la crise économique mondiale de 2008. 
Au sein de l'une des plus grandes banques d'investissement (Goldman Sachs), plusieurs cadres dont Donald Mullen ont décidé (seuls avec quelques autres cadres de la banques, mais sans l'accord des actionnaires) de monter et mettre en œuvre une stratégie d'enrichissement consistant à continuer à sciemment vendre des actifs qu'ils savaient "pourris" (toxiques), tout en pariant sur l'effondrement du système des hypothèques qu'ils jugeaient inévitable ; cette stratégie a ensuite été baptisé « Big short »  (« grand court-circuit »). C'est cette stratégie qui a notamment inspiré le scénario du film The Big Short : Le Casse du siècle). Ceci a été rendu possible par les agences de notation qui ont classé AAA ces actifs, bien que toxiques.
Ces actifs ont été en grande partie, in extremis, pris en charge par Département du Trésor des États-Unis, qui a annoncé le 18 septembre 2008 un plan de rachats de ces placements, afin d'éviter une crise systémique. 
Un mois plus tard, le Sénat des États-Unis et le Congrès des États-Unis entérinent un plan qui permettra au Trésor des États-Unis d'acquérir ces actifs, le Plan Paulson, qui coûte 700 milliards de dollars (5 % du PIB du pays).
Les États-Unis ont par exemple ainsi garanti les actifs toxiques de Citigroup et de Bank of America à hauteur d'environ 3 % de son propre PIB.
En 2009, le Fonds monétaire international estime le montant des actifs toxiques à 4 000 milliards de dollars.
10 ans plus tard, certains observateurs notent qu'aux Etats-Unis, les mêmes acteurs (ex : Goldman Sachs et Donald Mullen) et d'autres, après s'être reportés sur le secteur de l'immobilier locatif présenté comme une source d'investissement alternatif pourraient à nouveau mettre en place les conditions d'une nouvelle crise systémique.